# 고스트버스터즈 (2016년 영화)
《고스트버스터즈》(영어: Ghostbusters)는 2016년에 공개된 미국의 코미디 영화로, 1984년 동명 영화의 리부트 작품이다. 폴 피그가 연출하는데, 원작의 등장인물들은 모두 여성으로 바뀌었다.

## 출연
- 멀리사 매카시 - 애비게일 "애비" 예이츠 박사
- 크리스틴 위그 - 에린 길버트 교수
- 케이트 매키넌 - 질리언 "홀츠" 홀츠먼 박사
- 레슬리 존스 - 퍼트리샤 "패티" 톨런
- 크리스 헴스워스 - 케빈 베크먼
- 세실리 스트롱 - 제니퍼 린치
- 앤디 가르시아 - 브래들리 뉴욕 시장
- 닐 케이시 - 로언 노스
- 찰스 댄스 - 해럴드 필모어
- 마이클 K. 윌리엄스 - 호킨스 수행원
- 맷 월시 - 루크 수행원
- 에드 베글리 주니어 - 에드 멀그레이브
- 스티브 히긴스 - 딘 토머스 섕크스 교수
- 마이클 맥도널드 - 조너선
- 카란 소니 - 베니
- 잭 우즈 - 가이드
- 네이트 코드리 - 그래피티 청년

### 카메오 출연진
- 빌 머리 - 마틴 하이스 교수
- 댄 애크로이드 - 택시 기사
- 어니 허드슨 - 빌 젱킨스
- 시고니 위버 - 리베카 고린
- 애니 포츠 - 버네사
- 오지 오스본 - 본인